# Кочанские башни
Кочанские башни (макед. Кочански кули) ― комплекс архитектурных памятников, расположенных в городе Кочани в Северной Македонии. Несмотря на то, что башни были построены во второй половине XVII века, в просторечии они получили название «средневековые башни».

## История

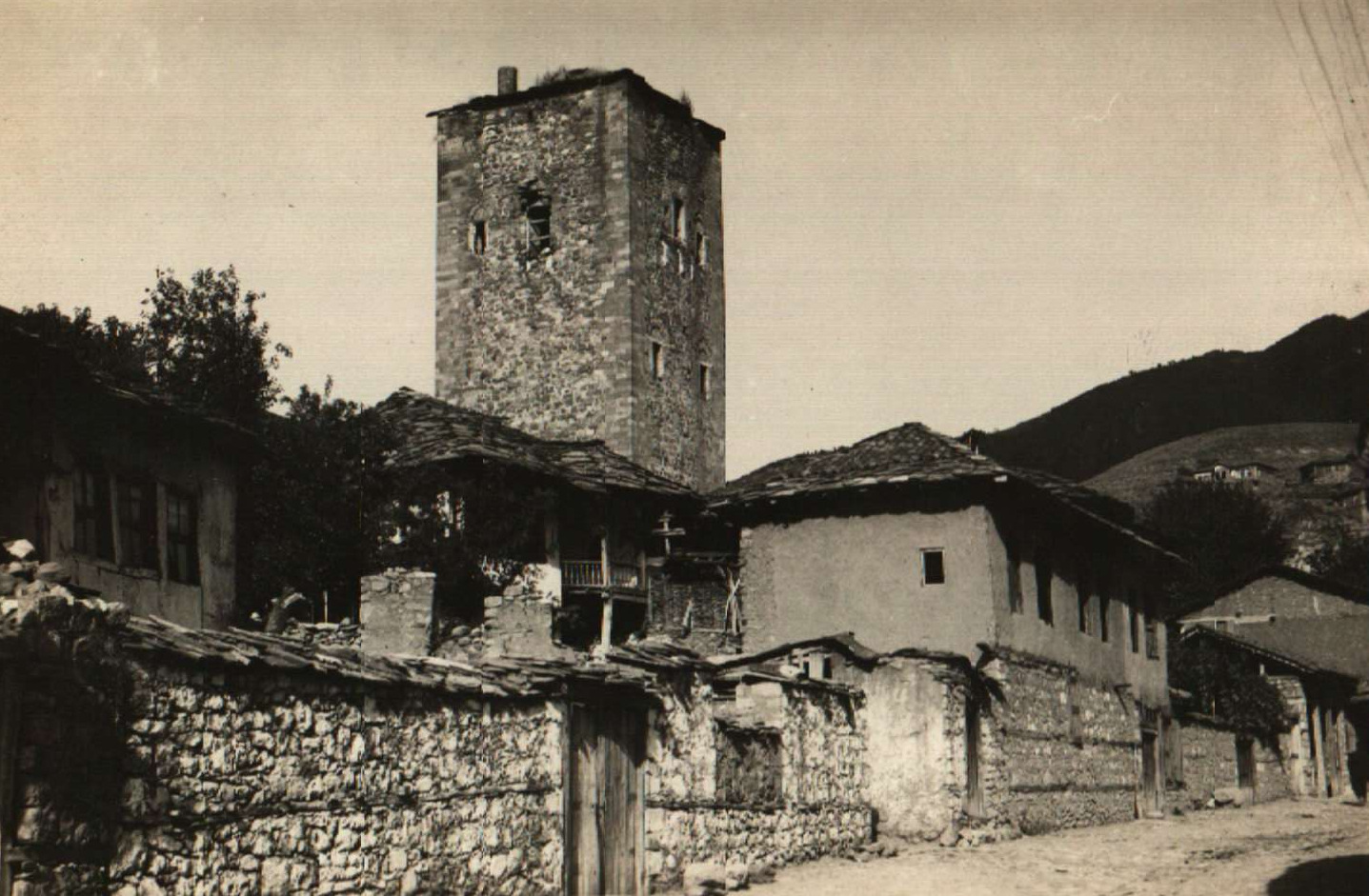
Фото 1942 года

Башни были построены в тот период времени, когда город находился под властью Османской империи. Большое влияние на оформление и стиль оказала архитектура Ближнего Востока.
Согласно сегодняшним находкам, в городе Кочани и его окрестностях были построены три башни, две из которых расположены в городе ― на обоих берегах реки Кочанска, а третья находится в деревне Долни-Подлог. Башни выполняли сразу две функции ― жилую и оборонительную. На верхушке одной из башен, надстроенной в XIX веке, находились часы.
В 1957 году две городские башни получили статус памятников культуры. На сегодняшний день они остаются единственными сооружениями XVII века в городе Кочани.

## Описание

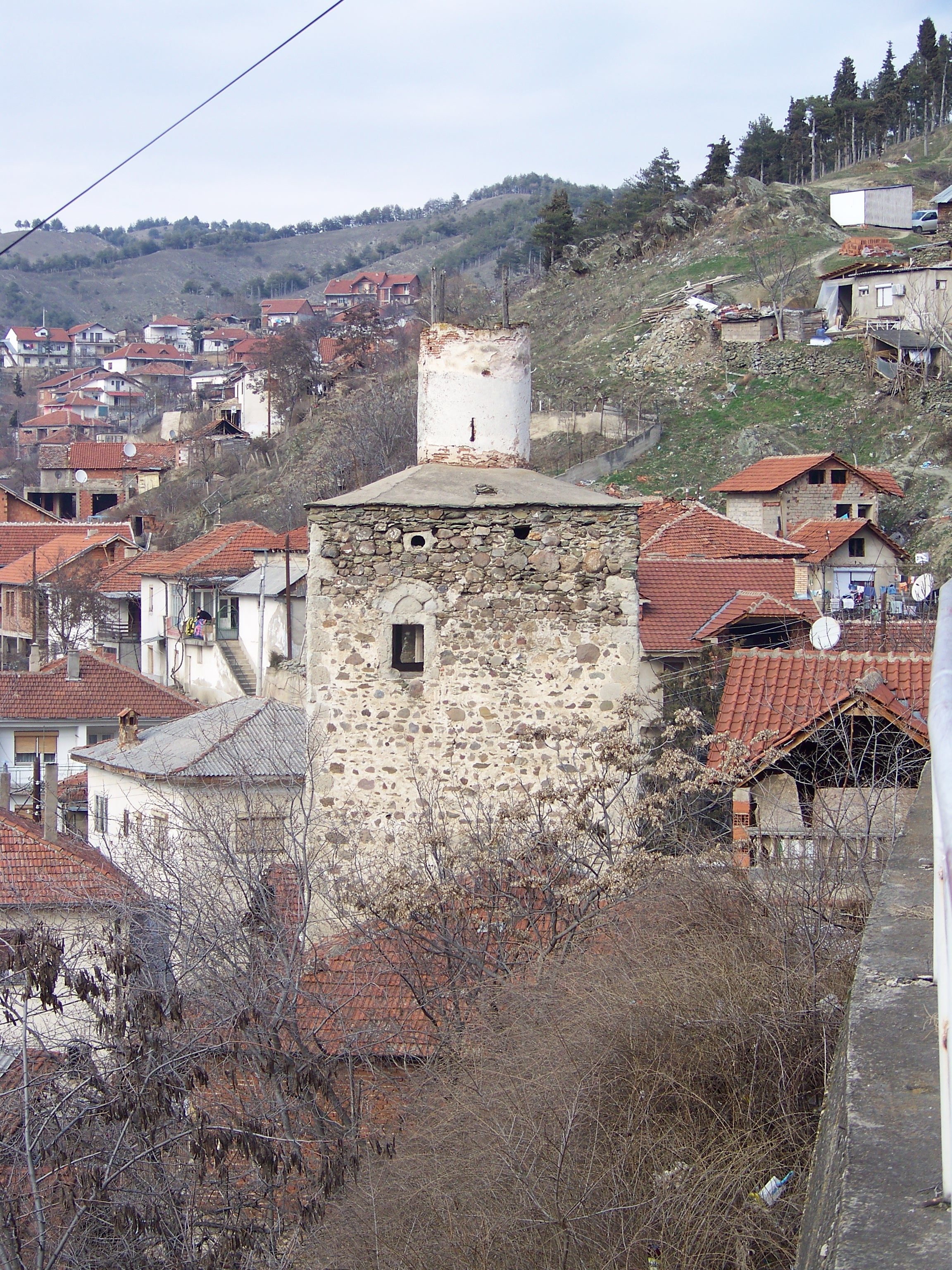
Левобережная башня

Башня, расположенная на правом берегу реки Кочанска в центре города, расположена в плотной застройке жилых домов и имеет высоту 15,35 метров. Адрес сооружения ― улица Илинденская, 1. В 1978 году была проведена реставрация башни и работы по укреплению сооружения.
Текущие функции башни:
- на цокольном этаже находится коллекция старинных монет;
- на первом этаже находится археологическая коллекция;
- на втором этаже расположена библиотека;
- в подвале расположены туалеты;

Башня имеет квадратное основание размером 6,65 × 6,65 м. Построена из камня с применением известкового раствора. Этажи соединены деревянными лестницами. Вход находится с южной стороны. Дверь сделана из толстых дубовых досок, обшита изнутри железными рейками и укреплена двумя поперечными балками, входящими в пазы в боковых стенках. Стены массивные, углы выложены желтоватыми блоками песчаника.

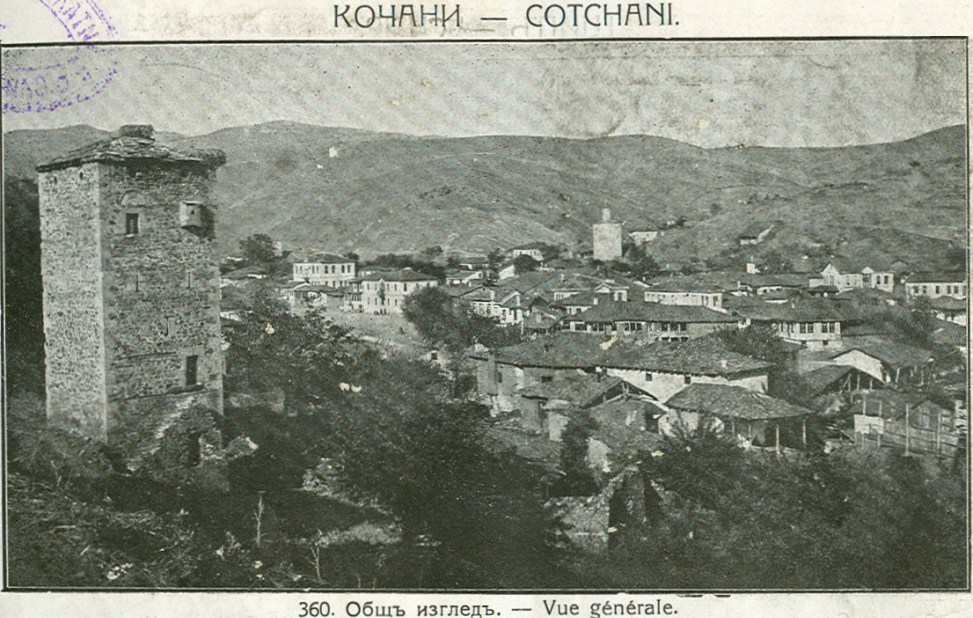
Фото 1912 года

Оконные проёмы на верхнем этаже выполнены из обработанных каменных блоков и имеют архитравные подоконники и полукруглые арки из обработанного камня. Окна защищены железными решётками. В нижних помещениях вместо окон имеются бойницы, узкие снаружи и конически расширяющиеся вовнутрь. На восточной стороне башни есть деревянный балкон. На двух верхних этажах есть каменные очаги, стоящие друг напротив друга.
В полу есть отверстие, через которое во время обороны города в нападавших лили кипящее масло или бросали камни.
Башня на левом берегу реки имеет название Саат кула. Она до сих пор не восстановлена и находится в плачевном состоянии.